# 库茂恩岩黄耆
库茂恩岩黄耆（学名：Hedysarum kumaonense）为豆科岩黄耆属下的一个种。

## 扩展阅读
- 維基物種上的相關：库茂恩岩黄耆